# Loukeinen (sjö i S:t Michel, Södra Savolax)
Loukeinen är en sjö i kommunen S:t Michel i landskapet Södra Savolax i Finland. Sjön ligger 111,7 meter över havet. Arean är 1,32 kvadratkilometer och strandlinjen är 8,21 kilometer lång. Sjön  ingår i Vuoksens huvudavrinningsområde.   Den ligger omkring 19 kilometer norr om S:t Michel och omkring 230 kilometer nordöst om Helsingfors. 